# Елец-Маланинский сельсовет
Елец-Маланинский сельсове́т — сельское поселение в Хлевенском районе Липецкой области. 
Административный центр — село Елец-Маланино.

## История
В соответствии с законами Липецкой области №114-оз от 02.07.2004 и №126-оз от 23.09.2004 сельсовет наделён статусом сельского поселения, установлены границы муниципального образования.

## Население
| 2009  | 2010  | 2012  | 2013  | 2014  | 2015  | 2016  |
| ----- | ----- | ----- | ----- | ----- | ----- | ----- |
| 1309  | ↘1229 | ↘1210 | ↗1216 | ↘1212 | ↘1197 | ↘1176 |
| 2017  | 2018  | 2021  |       |       |       |       |
| ↗1187 | →1187 | ↘1128 |       |       |       |       |

## Состав сельского поселения
| № | Населённый пункт | Тип населённого пункта       | Население |
| - | ---------------- | ---------------------------- | --------- |
| 1 | Елец-Маланино    | село, административный центр | ↘478      |
| 2 | Елец-Маланинский | хутор                        | ↘184      |
| 3 | Старо-Дубовский  | хутор                        | ↘32       |
| 4 | Старое Дубовое   | село                         | ↘535      |